# Distaplia stylifera
Distaplia stylifera is een zakpijpensoort uit de familie van de Holozoidae. De wetenschappelijke naam van de soort is voor het eerst geldig gepubliceerd in 1874 door Kowalewsky.